# Йеменско-малайзийские отношения
Йеменско-малайзийские отношения — двусторонние дипломатические отношения между Йеменом и Малайзией. Малайзия имеет посольство в Сане, а у Йемена имеется посольство в Куала-Лумпуре.

## История
В XV веке были зафиксированы первые контакты между народами этих современных государств, выходцы из региона Хадрамаут сыграли важную роль в распространении ислама среди малайцев. Йеменцы принесли с собой элементы арабской культуры в жизнь жителей Малайзии.

## Экономические отношения
В 2011 году правительства обеих стран обсуждали возможность расширения двустороннего товарооборота. В 2013 году товарооборот между странами составил сумму более 200 млн. долларов США. Экспорт Йемена в Малайзию: морепродукты, кофе, мед, кожа и фрукты. Экспорт из Малайзии в Йемен: пищевые жиры. В 2011 году правительства Йемена и Малайзии создали совместную комиссию для продвижения двусторонних отношения в сфере высшего образования.